# Mountain Fork

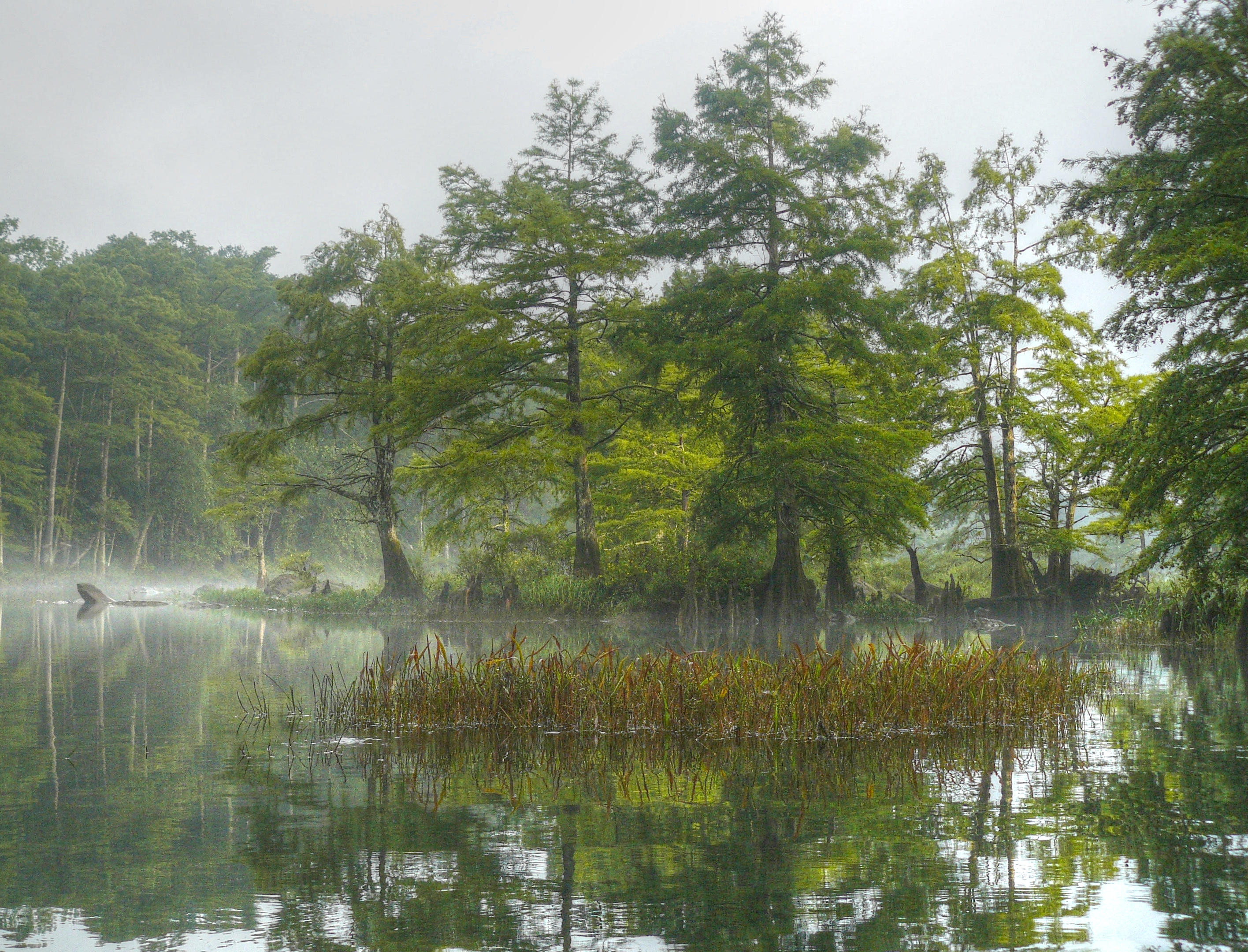
Sumpcypresser utefter Mountain Fork

Mountain Fork är en amerikansk flod i Oklahoma och Arkansas. Den är en biflod till Little River, som i sin tur ären biflod till Red River. Den är del av Mississippiflodens avrinningssystem. 
De högst belägna källorna till floden ligger på 610 meters höjd över havet i sydvästra Le Flore County i Oklahoma i Ouachitabergen. 
I Eagletown har floden ett genomsnittligt årsflöde på 46 kubikmeter mer sekund.
Mountain Fork mynnar i Little River omkring i McCurtain County i Oklahoma, 16 kilometer sydost om Broken Bow i Oklahoma. I McCurtain County finns dammen Broken Bow Lake.